# Pterocephalus fruticulosus
Pterocephalus fruticulosus är en tvåhjärtbladig växtart som beskrevs av Korov. Pterocephalus fruticulosus ingår i släktet Pterocephalus och familjen Dipsacaceae. Inga underarter finns listade i Catalogue of Life.